# Рибейринья (Лажеш-ду-Пику)
Рибейринья (порт. Ribeirinha) — район (фрегезия) в Португалии, входит в округ Азорские острова. Расположен на острове Пику. Является составной частью муниципалитета Лажеш-ду-Пику. Население составляет 411 человек на 2001 год. Занимает площадь 8,67 км².